# Anna Santamans
Anna Santamans (Arles, 25 de abril de 1993) é uma nadadora francesa.

## Carreira

### Rio 2016
Santamans competiu nos 50 m livre feminino nos Jogos Olímpicos de Verão de 2016, sendo eliminada nas eliminatórias.